# Kortrijkse Kunstwerkstede Gebroeders De Coene
De Kortrijkse Kunstwerkstede Gebroeders De Coene, vaak ook Kortrijkse Kunstwerkstede De Coene of kortweg De Coene genoemd, was een Belgisch meubel- en houtverwerkend bedrijf in de stad Kortrijk dat bestond van 1887 tot 1976. Het bedrijf werd toen opgesplitst in verschillende autonome vennootschappen waaronder NV De Coene-Decor, NV Fibrocit en NV De Coene Products.
De Kortrijkse Kunstwerkstede heeft decennialang een belangrijke rol gespeeld in de ontwikkeling van meubels, interieurinrichting, bouwtechnieken en de snelle architectuur met prefab en houten spanten. Heel wat internationaal befaamde ontwerpers als Henry van de Velde, Jean-Baptiste Dewin, Jan-Albert De Bondt, Marcel Breuer, Charlotte Perriand, Jean Prouvé, Renaat Braem, Jacques Dupuis, Léon Stynen en vele anderen werkten samen met de ateliers van De Coene. De art-deco-productie van de Kortrijkse Kunstwerkstede (meubels, tapijten, glasramen, verlichting...) genoot en geniet nog steeds een grote faam.
Na de 2de Wereldoorlog nam het bedrijf een pioniersrol op in de Belgische houtindrustrie met de productie van triplex en multiplex. Bovendien zorgde De Coene ook voor de fabricatie en verdeling van het internationaal befaamde Knoll-meubilair van ontwerpers als Eero Saarinen en Harry Bertoia. Tijdens de wereldtentoonstelling in Brussel Expo 58 stond het bedrijf op een hoogtepunt waarbij het talrijke paviljoenen realiseerde.

## Opstart
De geschiedenis van de Kortrijkse Kunstwerkstede Gebroeders De Coene begint al vóór 1905, het officiële geboortejaar van het bedrijf. In 1887 wordt in de Leiestraat in het hart van de stad Kortrijk de behangers-stoffeerderszaak van vader Adolphe sr. De Coene na zijn overlijden door de weduwe verdergezet met de hulp van haar oudste zoon Jozef, op dat ogenblik pas 13 jaar. In 1895 vervoegt zijn jongere broer Adolphe het bedrijfje samen met hun schoonbroer Arthur Deleu. In deze beginperiode laat het bedrijf zich sterk inspireren door Henry Van de Velde en de Arts and Crafts-beweging. Het bedrijf groeit explosief door zich te specialiseren in totaalinrichtingen naar eigen ontwerp.
Jozef De Coene was artistiek zeer geëngageerd en streefde met de Kortrijkse Kunstwerkstede naar een fusie tussen kunst, ambacht en industrie. Hij was zelf ook kunstschilder en in 1899 richtte hij met Victor Verougstraete de Kortrijkse Kunstgilde op, later verkort tot Onze Kunst. Hij onderging de invloed van zijn vriend Albert Saverys en van de Latemse school.

## Expansie tijdens het interbellum
Na een moeilijke periode tijdens WO I met bombardementen op de bedrijfsgebouwen legt de kunstwerkstede zich toe op de wederopbouw van België. De vernielingen van de Eerste Wereldoorlog leidden na het beëindigen van de vijandelijkheden immers tot een grote vraag naar meubel- en schrijnwerk. De Coene Frères speelde alert in op deze opportuniteit. Meubelen voor noodwoningen en houten barakken worden op grote schaal geproduceerd.
Ondanks het succes reikten de ambities van Jozef De Coene verder. In 1921 ging hij met De Win op studiereis naar de Verenigde Staten. Bij zijn terugkeer begon hij met de serieproductie van meubelen in gelamineerd hout en ging hij deelnemen aan internationale tentoonstellingen: Milaan, Parijs, Roubaix, Brussel. De vernieuwende meubels uit zijn ateliers ontvingen prestigieuze prijzen en medailles. Na enkele jaren kon de firma zich omvormen tot een naamloze vennootschap, de Kortrijkse Kunstwerkstede Gebroeders De Coene. Aan de vooravond van de Tweede Wereldoorlog had ze bijna 3.000 mensen in dienst. Daarmee stond de Kunstwerkstede aan de top van de Europese houtnijverheid.
De uitbundige De Coene was een uitstekend netwerker. Van 1922 tot 1940 zette hij de deuren van zijn huis open voor zijn wekelijkse "Maandagtafels". Tot de vaste gasten behoorden niet alleen streekvrienden als Stijn Streuvels, Willem Putman en Albert Saverys, maar ook Herman Teirlinck, August Vermeylen, Jef van Hoof en Henry van de Velde. Deze laatste was ook een soort geestelijke vader van de Kunstwerkstede en was regelmatig te vinden in de productieateliers. Daar kreeg De Coene ook internationale ontwerpers over de vloer: Marcel Breuer, Harry Bertoia, Mies van der Rohe, Eero Saarinen.
Met zijn vrienden maakte hij graag boottochtjes, eerst met zijn sloep 't Haantje en later met De Waterhoen, een omgebouwde mosselschuit. Hij nam onder meer James Ensor, Constant Permeke, Ernest Claes, Cyriel Buysse, Herman Teirlinck, Gerard Walschap mee op binnenvaart. Op initiatief van Teirlinck kregen de jolige kunstbroeders op 1 juni 1931 het gezelschap van koningin Elisabeth voor een tocht over de Leie. Drie jaar eerder had ze met koning Albert al een bezoek gebracht aan de Kunstwerkstede. De bezieler ervan zag zich met een barontitel bedacht. In 1932 kwam er met prins Leopold weer koninklijk bezoek.

## Collaboratie en moeilijke jaren na WOII
Bij het uitbreken van de Tweede Wereldoorlog raakte de fabriek zwaar beschadigd door de herhaalde Duitse bombardementen op het Station Kortrijk-Vorming (vanaf 10 mei 1940). Ze werd heropgebouwd dankzij een krediet van de Nationale Maatschappij voor Krediet aan de Nijverheid. Dit weerhield de Kunstwerkstede er niet van om opdrachten te gaan uitvoeren voor de bezetter. Ze produceerde onder meer barakken, schijnvliegtuigen, noodwoningen, munitiekisten en camoufleernetten. Aan het einde van de oorlog werden de heropgebouwde fabrieken opnieuw verwoest, deze keer door geallieerde bombardementen (1944).
Wegens zijn economische collaboratie werd Jozef De Coene na de bevrijding opgepakt en in een Kortrijkse cel opgesloten. De Kunstwerkstede werd burgerlijk aansprakelijk verklaard voor de forse schadevergoedingen die haar beheerders aan de Belgische staat moesten betalen. Nog tot 1952 zou ze onder sekwester functioneren.

## Heropleving als NV Houtindustrie De Coene & Co
Nadat de Kortrijkse Kunstwerkstede Gebroeders De Coene zwaar had geleden onder de nasleep van de Tweede Wereldoorlog en de sekwestermaatregelen, leek voor het familiebedrijf een nieuwe periode aan te breken toen op 25 april 1952 een voorlopig akkoord met de overheid werd afgesloten waardoor de familie De Coene zich opnieuw als de eigenaars van de Kunstwerkstede mochten beschouwen.
In de jaren 1950 onderging de Kortrijkse Kunstwerkstede een ingrijpend moderniseringsproces. Het bekwaamde zich in nieuwe technieken, breidde zijn productiegamma gevoelig uit en eigende zich een voor die tijd uitgesproken moderne vormgeving toe. De Coene werd opnieuw een van de belangrijkste meubel- en interieurproducenten van het land en ontwikkelde tegelijk een stevige reuptatie als spantenbouwer en prefabconstructeuur. Het veelzijdige kunnen van de firma was bij uitstek zichtbaar op de Wereldtentoonstelling van 1958 in Brussel waar het bedrijf aanwezig was met zowel houten spanten, prefabconstructies en tentoonstellingsruimtes als met meubilair.

## Overname door de Generale Maatschappij van België
Eind jaren 1960 werd de N.V. Houtindustrie De Coene & Co overgenomen door de Generale Maatschappij van België. Dit leidde tot forse investeringen en overnames. 
In 1972 had de groep, naast het moederbedrijf in Kortrijk, vestigingen in Wilrijk, Zuun, Heinsch, Gent en het Franse Comines en verkoopkantoren in Duitsland, Frankrijk en Nederland, en haalde met ongeveer 1750 werknemers een omzet van 1,5 miljard Belgische frank.
De petroleumcrisis van 1973 trof de Generale Maatschappij zwaar en er moesten delen van de holding afgestoten worden om andere te kunnen helpen. De leidde in 1977 tot de vereffening van De Coene. Hieruit ontstonden nieuwe bedrijven waarvan een deel tot op heden actief is.

## Uitgeverij
Geïnspireerd door The Kelmscott Press van zijn grote voorbeeld William Morris, richtte De Coene binnen zijn bedrijf een uitgeverij-drukkerij op, De Eikelaar (1926). De artistieke leiding ervan gaf hij aan Stijn Streuvels.
Via dit kanaal gaf De Coene een boek uit waarin hij een tragi-komisch wedervaren uit het begin van de Eerste Wereldoorlog beschreef. De tekst was voordien al verschenen onder de titel Eerste ontmoeting in Elsevier's Geïllustreerd Maandschrift (1917), met Stijn Streuvels als auteur. Hij verhaalt hoe De Coene en zijn vrienden nieuwsgierig de oorlogsverrichtingen tegemoet waren getrokken en bij Geluwe hachelijke momenten beleefden tussen de Duitse en Engelse voorposten.